# خيسوس غاياردو
خيسوس غاياردو (بالإسبانية: Jesús Gallardo) (و. 1994  م) هو لاعب كرة قدم، من المكسيك، ولد في مدينة مكسيكو، يلعب كلاعب وسط.

## روابط خارجية
- خيسوس غاياردو على موقع قاعدة بيانات كرة القدم.إي يو (الإنجليزية)
- خيسوس غاياردو على موقع ناشيونال فوتبول تيمز (الإنجليزية)
- خيسوس غاياردو على موقع Soccerbase.com (لاعب) (الإنجليزية)
- خيسوس غاياردو على موقع Soccerway.com (الإنجليزية)
- خيسوس غاياردو على موقع عالم كرة القدم.نت (الإنجليزية)
- خيسوس غاياردو على موقع AS.com (الإسبانية)